# Aillon-le-Jeune
Aillon-le-Jeune ist eine französische Gemeinde mit 429 Einwohnern (Stand 1. Januar 2022) im Département Savoie in der Region Auvergne-Rhône-Alpes. Sie gehört zum Arrondissement Chambéry und ist Mitglied im Gemeindeverband Communauté d’agglomération du Grand Chambéry. Die Bewohner werden Aillonais und Aillonaises genannt.
Die Gemeinde erhielt 2022 die Auszeichnung „Zwei Blumen“, die vom Conseil national des villes et villages fleuris (CNVVF) im Rahmen des jährlichen Wettbewerbs der blumengeschmückten Städte und Dörfer verliehen wird.

## Geographie
Aillon-le-Jeune liegt auf 880 m, etwa 14 km nordöstlich der Präfektur Chambéry und 31 km südlich der Stadt Annecy (Luftlinie). Das Bergdorf erstreckt sich im Nordwesten des Département Savoie, im Massiv der Bauges, in einem Talkessel des Ruisseau d’Aillon, zwischen Mont Margériaz im Westen und Grand Colombier im Osten. Es liegt innerhalb des Regionalen Naturparks Massif des Bauges (frz.: Parc naturel régional du Massif des Bauges).
Die Fläche des 34,09 km² großen Gemeindegebiets umfasst einen stark reliefierten Abschnitt des Massivs der Bauges. Der zentrale Teil wird vom Talkessel des Vallée d’Aillon eingenommen, das durch den Ruisseau d’Aillon nach Norden zum Chéran entwässert wird. In geologischer Hinsicht bildet das Tal von Aillon eine Synklinale. Im Westen wird das Talbecken von den Höhen Pointe des Torchets (1469 m), Mont de la Croix (1614 m) und Mont Margériaz (1845 m) flankiert. Die Hänge sind dicht bewaldet, während sich auf dem Mont Margériaz große Alpweiden ausdehnen. Nach Süden reicht das Gemeindeareal bis auf den Col des Prés (1135 m), welcher die Verbindung nach Chambéry herstellt.
Der östliche Gemeindeteil umfasst das Quellgebiet des Ruisseau d’Aillon. Es stellt eine nahezu in Nord-Süd-Richtung orientierte abgeschlossene Talsenke dar, die von zwei parallel verlaufenden Bergkämmen begrenzt wird. Im Tal vereinigen sich der von Süden kommende Lindar und der von Norden kommende Lourdens zum Aillon, der durch eine Klus nach Westen in den Talkessel von Aillon-le-Jeune fließt. Die westliche der beiden Bergketten erstreckt sich von der Pointe de la Galoppaz (1680 m) über den Mont de la Buffaz (1660 m) und die Rochers de la Bade (1843 m) bis zum Grand Colombier, auf dem mit 2043 m die höchste Erhebung von Aillon-le-Jeune erreicht wird. Die östliche Kette und zugleich die Ostgrenze der Gemeinde wird von Mont Charvet (1572 m), Mont Pelat (1543 m) und Mont Chardonnet (1405 m) gebildet.
Zu Aillon-le-Jeune gehören neben dem eigentlichen Ortskern auch verschiedene Weilersiedlungen und Gehöfte, darunter:
- La Correrie (950 m) in der Talsenke am Lourdens
- La Manse oder auch La Mense (1000 m), eine Chaletsiedlung am Südfuß der Rochers de la Bade
- Le Penon (1000 m) in der Talsenke des Lindar
- Margériaz (1370 m), eine Skistation am Ostabhang des Mont Margériaz

Nachbargemeinden von Aillon-le-Jeune sind Aillon-le-Vieux und La Compôte im Norden, École im Nordosten, Sainte-Reine und Saint-Jean-de-la-Porte im Osten, La Thuile im Süden, Thoiry und Les Déserts im Westen sowie Le Noyer im Nordwesten.

## Geschichte
Erstmals urkundlich erwähnt wird Aillon im Jahr 1158 unter der Bezeichnung de Allione. Später erschienen die Schreibweisen Domus de Allionis (1178), Allonis (1223) und Prioratus de Ayllone (im 14. Jahrhundert). Der Ortsname geht auf den Personennamen Allio oder Allionis zurück. In der abgelegenen Talsenke östlich des Dorfes wurde 1184 auf Veranlassung von Humbert III. von Savoyen das Kartäuserkloster Aillon gegründet. Die Mönche machten die Talschaft urbar, worauf sich hier Siedler aus den umliegenden Gebieten niederließen. Das Kloster wurde 1582 durch einen Brand verwüstet und 1793 im Zuge der Französischen Revolution zerstört.
Im Tal entwickelten sich seit dem 17. Jahrhundert mehrere Schmieden und Gießereien, in welchen das in der Umgebung gewonnene Eisenerz verarbeitet wurde. Erst 1803 wurde die Talschaft in zwei Pfarreien aufgeteilt. Daraus resultierte schließlich auch im Jahr 1863 die Aufspaltung der Gemeinde Aillon in die selbständigen Gemeinden Aillon-le-Vieux und Aillon-le-Jeune.

## Sehenswürdigkeiten
Die Pfarrkirche Notre-Dame-de-l’Assomption wurde im 17. Jahrhundert erbaut und im 19. Jahrhundert umgestaltet. Die Kapelle von La Correrie wurde von den Kartäusern erbaut. Von dem um 1240 errichteten Kloster Aillon ist nur noch ein Wirtschaftsgebäude erhalten, das Areal ist als Bodendenkmal geschützt. Das Friedhofskreuz ist seit 1944 als Monument historique eingeschrieben. Die Kirche Notre-Dame-de-l’Assomption wurde 1806 im neuromanischen Stil errichtet.

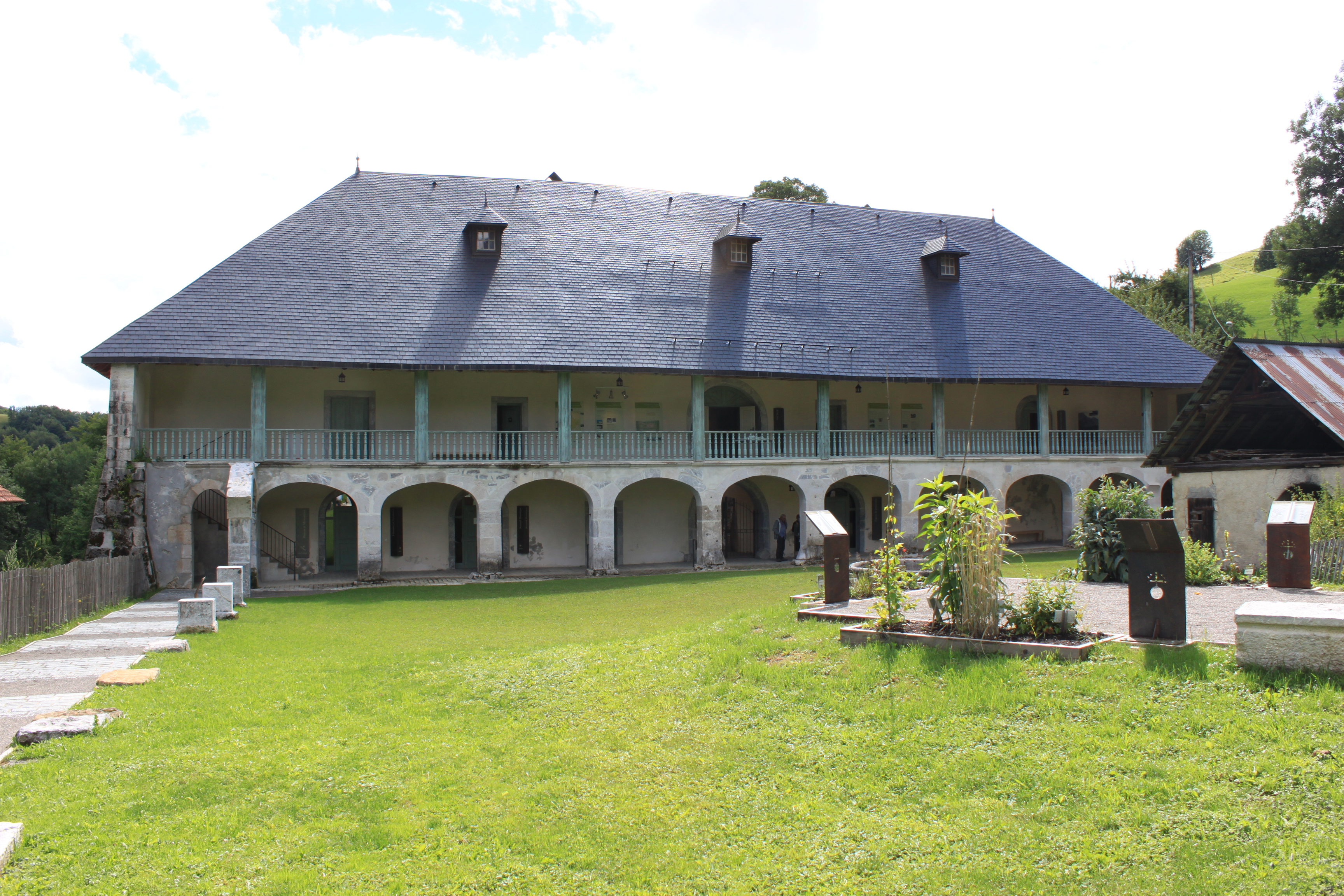
Kartause
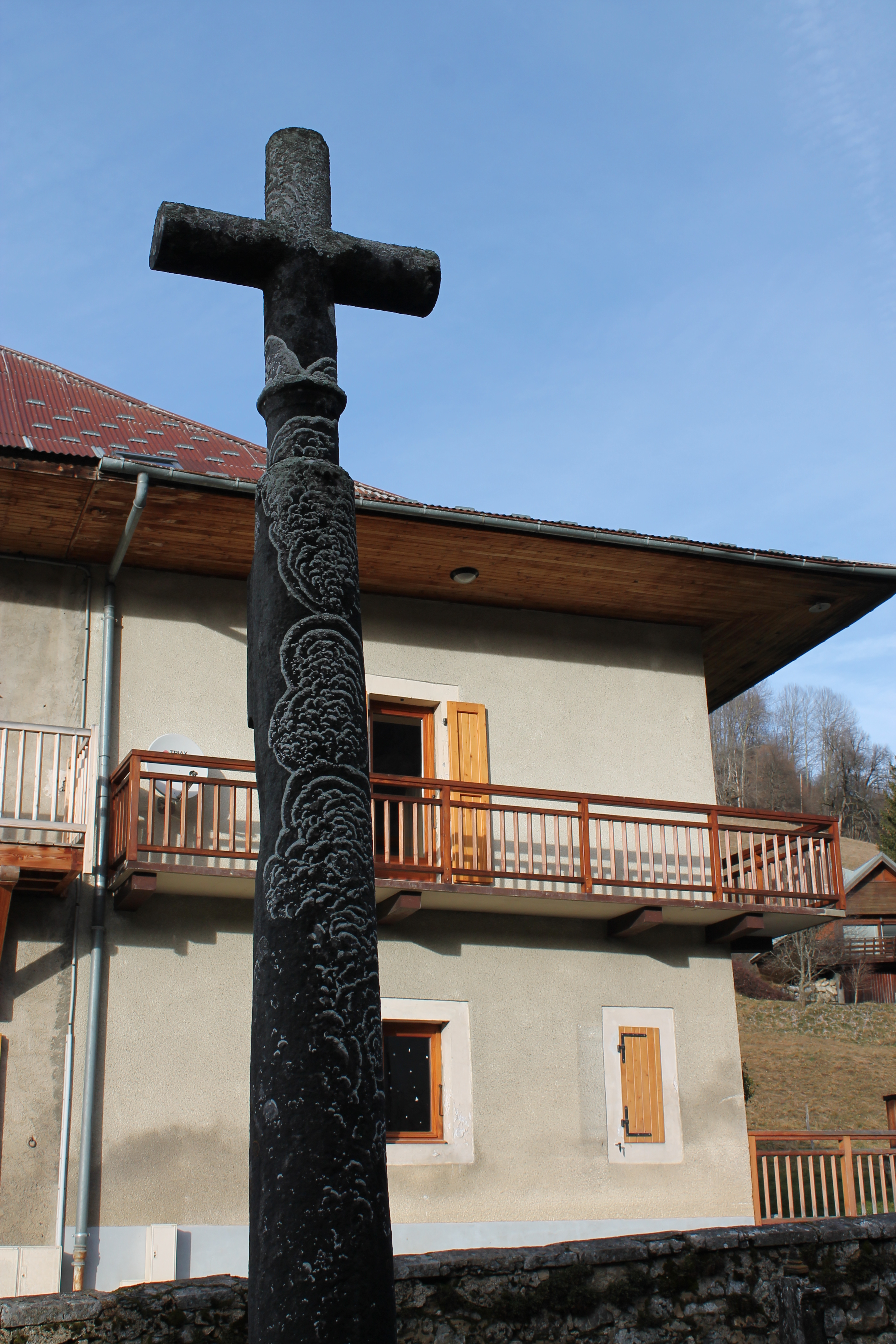
Friedhofskreuz
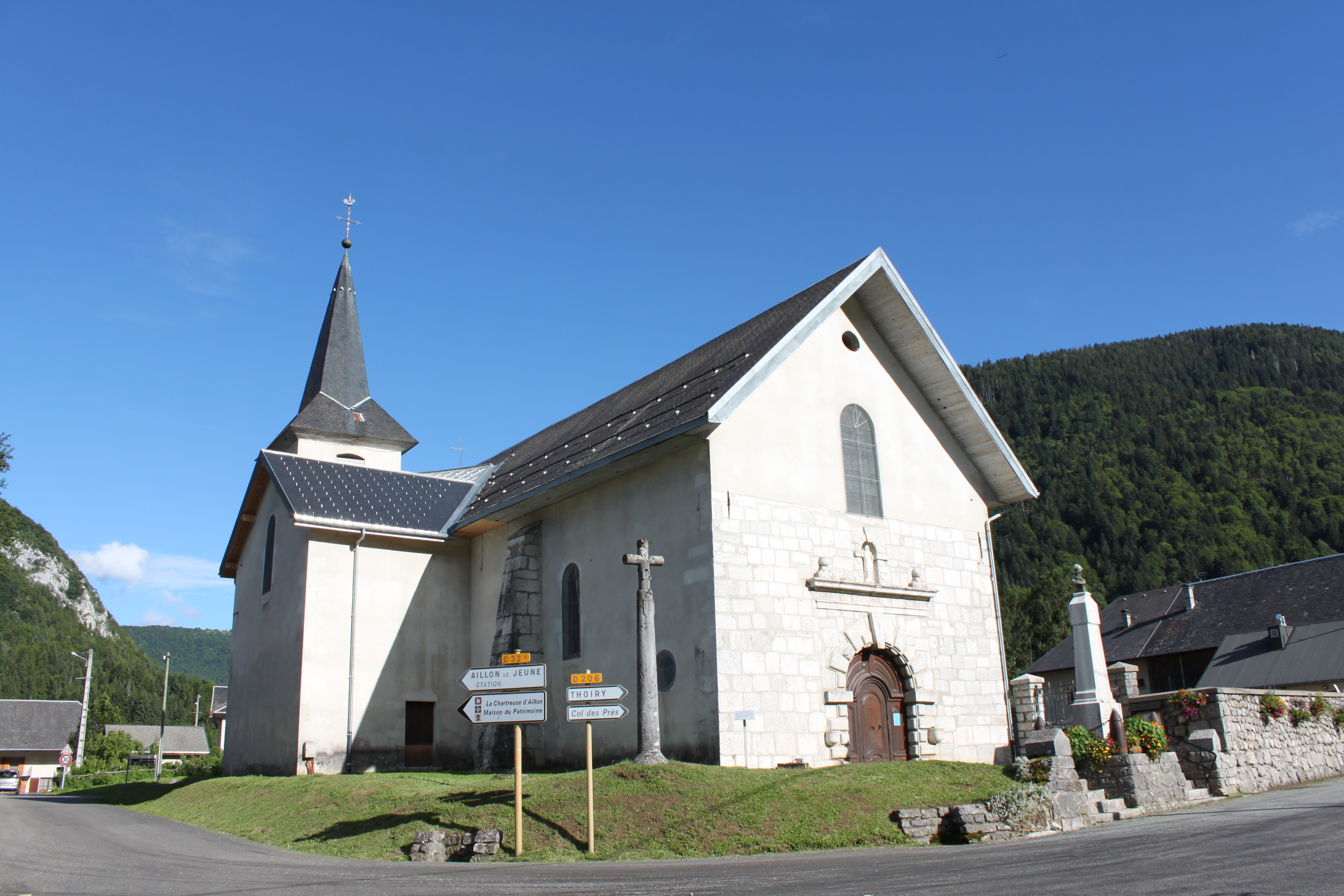
Kirche Mariä Himmelfahrt
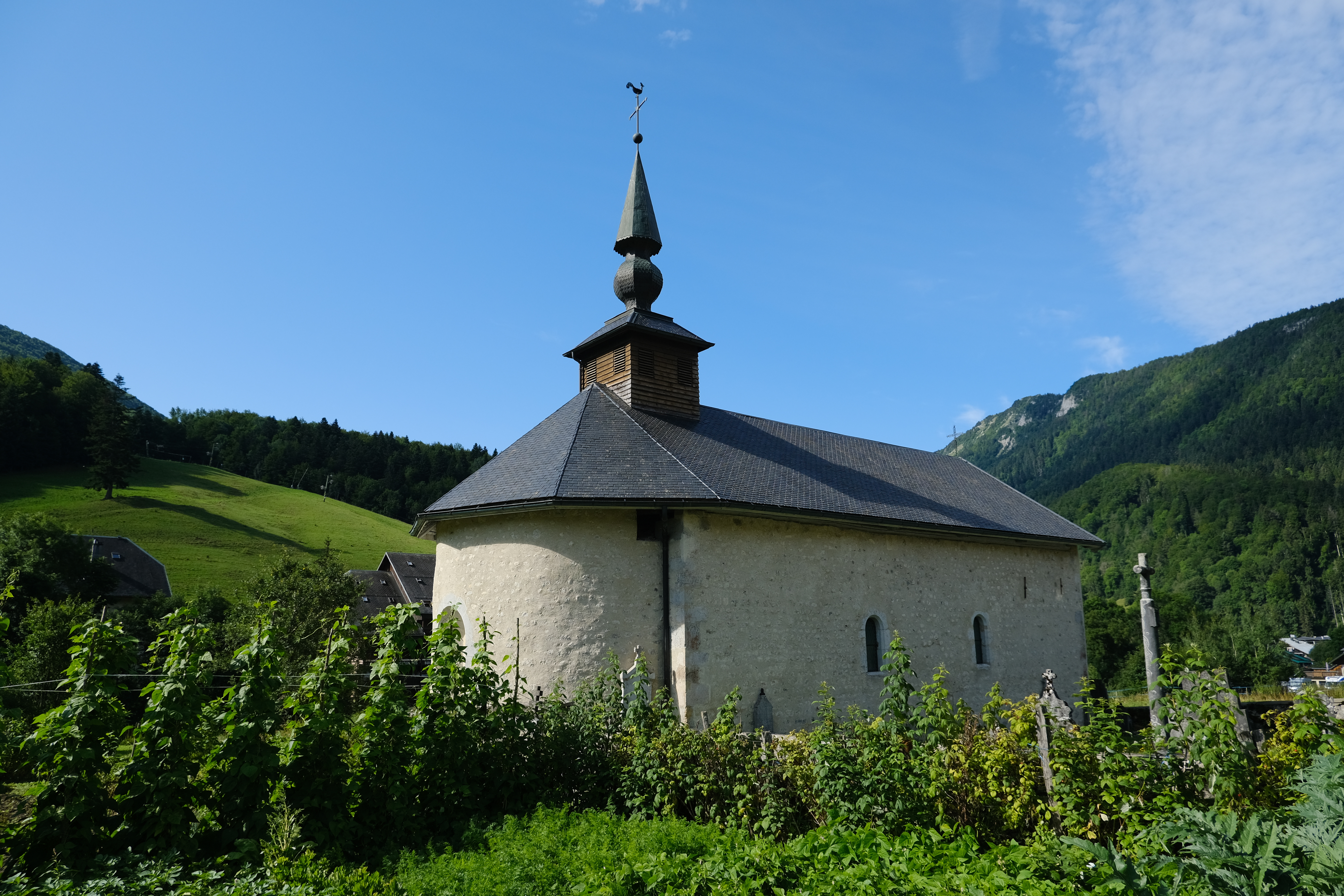
Kapelle La Correrie
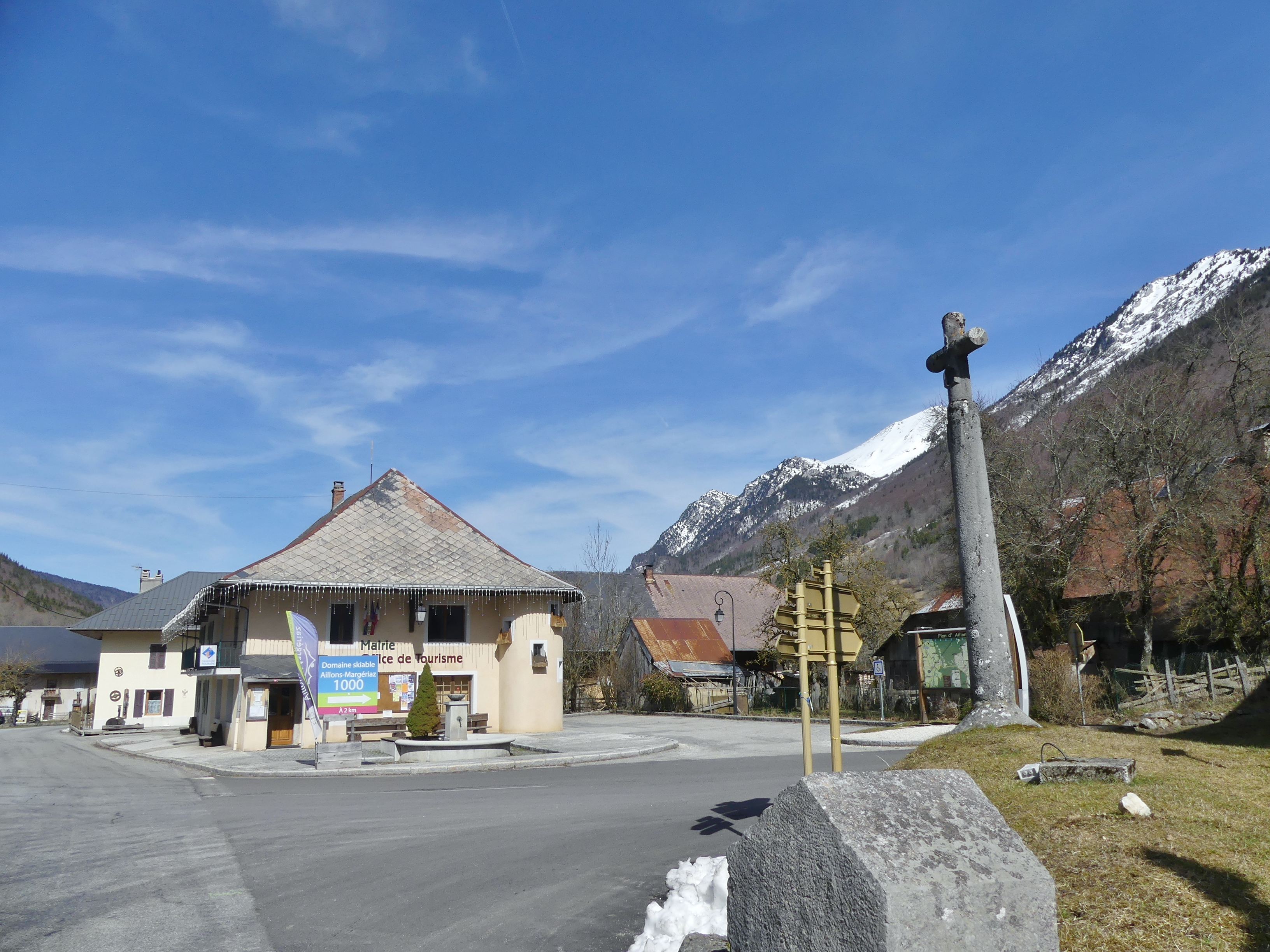
Bürgermeisteramt (Mairie)

## Bevölkerung
| Jahr                       | 1962 | 1968 | 1975 | 1982 | 1990 | 1999 | 2006 | 2011 | 2020 |
| Einwohner                  | 232  | 211  | 225  | 250  | 261  | 337  | 424  | 439  | 431  |
| Quellen: Cassini und INSEE |      |      |      |      |      |      |      |      |      |

Mit 429 Einwohnern (Stand 1. Januar 2022) gehört Aillon-le-Jeune zu den kleinen Gemeinden des Département Savoie. Nachdem die Einwohnerzahl in der ersten Hälfte des 20. Jahrhunderts stark rückläufig war, wurde seit Beginn der 1980er Jahre wieder eine Bevölkerungszunahme verzeichnet.

## Wirtschaft und Infrastruktur
Aillon-le-Jeune war bis weit ins 20. Jahrhundert hinein ein vorwiegend durch die Landwirtschaft, insbesondere Milchwirtschaft und Viehzucht, geprägtes Dorf. Daneben gibt es heute einige Betriebe des lokalen Kleingewerbes. Einige Erwerbstätige sind Wegpendler, die in den größeren Ortschaften der Umgebung ihrer Arbeit nachgehen. Das Dorf profitiert heute auch vom Sommer- und Wintertourismus. Zu Aillon-le-Jeune gehören das Skigebiet am Westhang des Mont Pelat sowie ein Teil des Skigebietes von Margériaz mit mehreren Bergbahnen und Skiliften.
Die Ortschaft liegt abseits der größeren Durchgangsstraßen an einer Departementsstraße, die von Lescheraines über den Col des Prés nach Thoiry führt. Der nächste Anschluss an die Autobahn A43 befindet sich in einer Entfernung von rund 23 Kilometern.